# New York Cannibals
New York Cannibals est une bande dessinée scénarisée par Jerome Charyn et dessinée par François Boucq. Elle paraît aux éditions du Lombard en septembre 2020 et établit une continuité avec Little Tulip, des mêmes auteurs, paru en 2014. Dans cette narration construite comme un thriller, l'action se déroule à New York en 1990.

## Résumé
À New York en 1990, Azami est une policière qui pratique la musculation mais la prise de dopants la rend stérile. Son équipe reprend l'enquête d'un collègue décédé sur un baron de la drogue. Au cours d'une poursuite, elle découvre un bébé abandonné dans une poubelle et décide de l'adopter. Paul, son père adoptif, accepte de s'en occuper. Il revoit alors Nadya, une femme qu'il aimait lorsqu'il était prisonnier et qu'il croyait morte. Agent pour des services secrets, elle propose à Paul de fabriquer de faux billets de banque et laisse entendre qu'un refus aurait des conséquences. L'intrigue entraîne les personnages vers la mafia russe, « le monde interlope du sous-sol », un trafic de nouveau-nés et de sang humain : en effet, le bébé d'Azumi « était destiné à un trafic de marchands de jouvence qui utilisent (notamment) le sang des nouveau-nés ». Le réseau de la « lesbienne-chamane-russe-rescapée du goulag » prélève « le sang de nourrissons pour le revendre aux puissants de la métropole ». La narration comporte également une séquence de course-poursuite.

## Personnages
L'album remet en scène certains personnages figurant dans Little Tulip, qui se déroulait en 1970. Les personnages sont en marge par rapport aux normes.
- Paul, ou Pavel, est un rescapé du goulag qui a migré aux États-Unis. Installé à New York en tant que tatoueur, il a adopté Azami, la fille de feue son amante, Yoko[4]. Lorsqu'il était au goulag, ses tatouages étaient réputés pour leur « influence »[7].
- Azami Tanaka, fille adoptive de Paul, est agent de police et s'adonne intensivement au culturisme ; la prise de stéroïdes la rend infertile. Un nourrisson abandonné lui permet de combler son désir de maternité[3]. Boucq la décrit comme « une jeune femme fascinée par le tatouage et la puissance masculine », ce qui la rend « ambivalente, hermaphrodite, androgyne »[7].
- L'Albatros est un homme amputé des deux jambes et il se déplace sur les mains, ce qui lui procure une expérience inhabituelle de New York[7]. Il établit le lien entre la ville de surface et les souterrains[7].
- Madame Paradis[11] ou la Mama, que L'Albatros présente à Azami, est à la fois « imposante et éthérée » ; Boucq la décrit comme une sorte de « prêtresse vaudoue » qui pratique la magie blanche. Elle confère à l'histoire une dimension fantastique[7].
- Nadya est au service d'une agence gouvernementale secrète. Sa rencontre avec Paul remonte à leur détention dans un goulag ; tous deux sont devenus amants mais le « protecteur » de Nadya, jaloux, a laissé croire à Pavel qu'elle était morte[7].
- Anna-la-Hyène était, au goulag, la chef d'un clan de détenues[5], renommée pour son caractère « insatiable et cruel »[6]. Elle s'est ensuite installée à New York[5], où elle entretient des lutteuses musclées[6] et se nourrit du sang de ses victimes[11]. C'est un personnage « répugnant »[7].
- Le Vizir est une « éminence grise du FBI »[2].

## Genèse de l'œuvre
Jerome Charyn, écrivain New-Yorkais, a collaboré avec François Boucq, auteur français de bande dessinée, sur trois autres romans graphiques : La Femme du magicien (1985), Bouche du diable (1990) et Little Tulip (2014).
L'album s'inscrit dans la continuité de Little Tulip. Boucq et Charyn avaient eu l'intention d'y inclure une séquence sur le cannibalisme dans les goulags, mais les contraintes de pagination les en ont empêché. Boucq s'est intéressé au trafic de sang humain après une conversation ainsi qu'un reportage (Le Business du sang), qui montre des personnes démunies donner beaucoup de sang afin de recevoir l'argent qui leur permet de subsister. Les produits sanguins sont distribués à des laboratoires pour en faire des médicaments. Le sang récolté aboutit chez ceux qui vivent dans l'aisance, « une nouvelle forme de cannibalisme ». Boucq et Charyn relancent un projet à partir de Little Tulip, mais il peut se lire indépendamment. Charyn a fourni la trame, que Boucq a adaptée selon ses choix.

## Choix artistiques
La couverture s'inspire de tableaux anciens représentant une mère à l'enfant, mais dans une version modernisée. La narration comporte des flashbacks sur l'époque où Pavel était détenu.
Comme dans le récit précédent, le tatouage tient une place importante dans la narration,. Paul, qui était tatoueur au goulag, tient désormais un atelier. Azami, fascinée par les tatouages, en porte sur tout le corps, sauf le visage et les mains. Boucq établit une correspondance entre les tags qui couvrent la ville et les tatouages sur la peau des personnages. Boucq s'intéresse aux culturistes des années 1990, comme Arnold Schwarzenegger et Sylvester Stallone, car leur musculature ne les rend pas difformes, contrairement aux personnes modernes, aux « formes hallucinantes ». Le récit comporte une dimension fantastique, comme la vieille femme qui guide Azami après les souterrains, le bébé « quasiment miraculeux », la Mama, le phénix. François Boucq, pour la séquence de course-poursuite en voiture, s'inspire de plusieurs classiques du cinéma comme French Connection de William Friedkin et Bullitt.
La RTBF estime que l'intrigue est « d’une sauvagerie parfois quasi insoutenable », servie par un « dessin charnel, presque nauséabond, qui sent les égouts et l’hémoglobine ». Le journal Les Échos estime que New York Cannibals est « plus ésotérique et moins historique » que Little Tulip. Dans Le Monde, le chroniqueur décrit l'ouvrage comme « sombre, poisseux, dérangeant ». Le Figaro considère que le récit est « sombre, souvent violent, empreint d'une belle spiritualité, mais également ancré au cœur des entrailles d'une ville toute-puissante soumise aux trafics en tout genre ».
L'album comporte une dimension critique envers le capitalisme, relevée par le Huff Post : cette « métaphore acerbe du néo-libéralisme contemporain, qui voit les plus fragiles dévorés par les puissants ». La dimension de satire sociale sur le vampirisme des démunis par les riches est, d'après Le Monde, « particulièrement saisissante ». France Info estime que l'album est « une fable sur la maternité, autant qu'une critique du capitalisme libéral ».
Boucq représente également plusieurs facettes de la féminité : Anna la Hyène est « la sorcière, avec sa séduction sournoise et son goût du sang » ; Mama Paradis, « mère universelle », endosse un rôle bienveillant ; Nadya est le fantôme d'une relation terminée.

## Accueil critique
Pour France Inter, cette bande dessinée policière est un album « palpitant et brillant », qui apporte « une critique du capitalisme toujours plus carnassier ». Le Figaro décrit l'œuvre comme un « thriller haletant et noir », très rythmé et « tout simplement exceptionnel », « prodigieux ». Pour la RTBF, l'album est très réussi : « un régal pour tous les amateurs de grand spectacle et de littérature noire ». La Dernière Heure émet également une chronique positive,, tout comme Les Échos, pour qui le livre est « touchant et captivant ». La Tribune de Genève signale également la qualité du scénario, du dessin et des personnages. La Provence considère l'œuvre comme un « one-shot palpitant, superbement illustré et documenté ». L'accueil critique est favorable aussi dans La Capitale et Le Matin.
Actua BD, pour qui l'ouvrage est « l’un des albums les plus impressionnants de cette rentrée », souligne la qualité des images, « leur composition et leur force ». L'accueil critique est également positif sur BDZoom, où Gilles Ratier déclare que le « monde de la pègre et de la police sont remarquablement décrits dans ce polar graphique ». Planète BD y voit un « polar noir pur jus », où Boucq « déploie sa virtuosité technique avec une facilité déconcertante » ; le scénario et le dessin sont magnifiés par les coloristes. Pour le chroniqueur Jean-Laurent Truc, ce « polar pur et dur » rappelle « les grands moments cinématographiques des années 80 » et illustre « les décalages monstrueux présents dans la population de Big Apple ».
L'ouvrage fait partie de la sélection pour le grand prix de la critique 2021.

## Postérité
Dans le sillage de l'œuvre, une exposition-vente s'est tenue à la Galerie Huberty & Breyne,.

### Documentation
- François Boucq (int.) et Frédéric Bosser, « Acte II », dBD, no 146,‎ septembre 2020, p. 22-28.
- Frédéric Bosser, « New York Cannibals : abyssal ! », dBD, no 146,‎ septembre 2020, p. 91.
- Jean-Pierre Fuéri, François Boucq (int.) et Jerome Charyn (int.), « dossier spécial de 32 pages », Casemate, no 138,‎ septembre 2020.
- (it) « Anni ’90, tatuaggi e criminalità: “New York Cannibals”, il ritorno di Boucq e Charyn », sur fumettologica.it, 4 septembre 2020.
- Daniel Couvreur et François Boucq (int.), « L’homme, ce cannibale pour l’homme », Le Soir,‎ 3 octobre 2020 (lire en ligne)
- Hubert Leclercq, « New York et le sale goût du sang », La Libre Belgique,‎ 2 octobre 2020 (lire en ligne)
- Nicolas Tellop et François Boucq (int.), « François Boucq replonge dans le thriller », Les Cahiers de la bande dessinée, no 12,‎ octobre-décembre 2020, p. 42-51